# Administração Civil-Militar de Zaporíjia
A Administração Civil-Militar de Zaporíjia (em russo:  Военно-гражданская администрация Запорожской области, em ucraniano: Запорізька військово-цивільна адміністрація) foi uma autoridade executiva estabelecida nos territórios do Oblast de Zaporíjia ocupados por tropas russas durante a Batalha de Zaporíjia. A Rússia controla a maior parte da região, mas não controla o centro administrativo, Zaporíjia. Está localizada na cidade de Melitopol.
Foi anexado pela Federação Russa em 30 de setembro de 2022, após referendo onde a população se mostrou amplamente favorável, adotando o nome oficial de "Oblast de Zaporíjia".
A anexação do território pela Rússia, assim como o referendo usado para legitimá-lo, não foram reconhecidos como válidos pela maioria dos países do mundo, sendo o território do Oblast considerado como sendo de jure parte da Ucrânia. Em 12 de outubro de 2022, a Assembleia Geral das Nações Unidas aprovou uma resolução pedindo aos países que não reconhecessem o que descreveu como uma "tentativa de anexação ilegal" e exigiu que a Rússia "se retire imediata, completa e incondicionalmente".

## História

### Império Russo
Pedro, o Grande, conseguiu se firmar no sul, na orla do Mar Negro, nas campanhas de Azov. Catarina II da Rússia completou a conquista do sul, tornando a Rússia a potência dominante na região após a Guerra Russo-Turca de 1768-1774. Em 1769, um último grande ataque Nogai-Crimeiano, que devastou os territórios russos da Novorossiya, viu a captura de até 20.000 escravos.

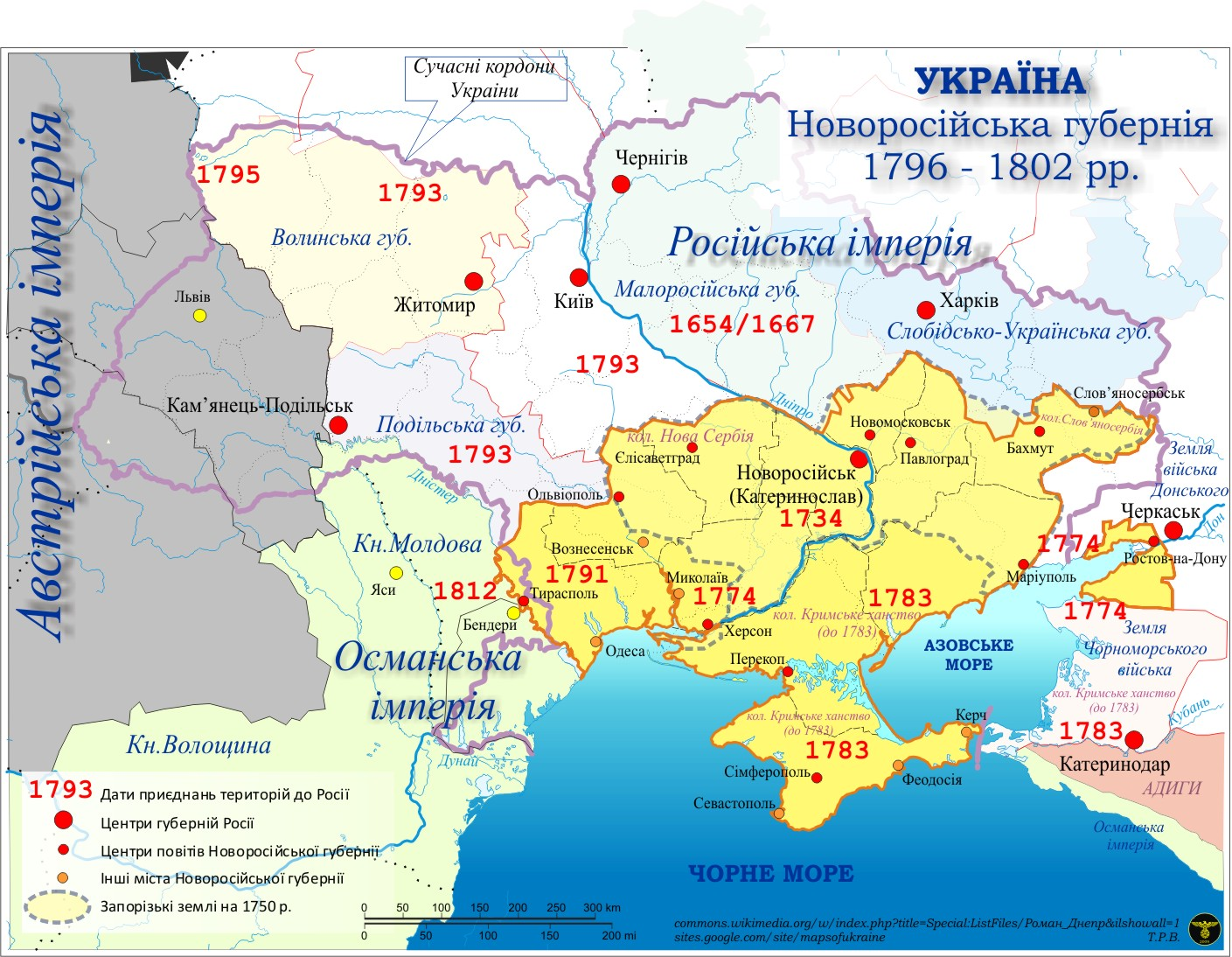
Catarina II estendeu as fronteiras da Rússia, incluindo a região do atual Oblast de Zaporíjia

O Tratado de Küçük Kaynarca, assinado em 10 de julho de 1774, deu aos russos territórios em Azove, Querche, Yeni-kale, Kinburn e a pequena faixa da costa do Mar Negro entre os rios Dniepre e Bug. O tratado também removeu as restrições ao tráfego naval ou comercial russo no Mar de Azove, concedeu à Rússia a posição de protetora dos cristãos ortodoxos no Império Otomano e fez do Canato da Crimeia um protetorado da Rússia. O Conselho de Estado da Rússia em 1770 anunciou uma política em favor da eventual independência da Crimeia. Catarina nomeou Şahin Giray, um líder tártaro da Crimeia, para chefiar o estado da Crimeia e manter relações amistosas com a Rússia. Seu período de governo foi decepcionante após repetidos esforços para sustentar seu regime por meio da força militar e da ajuda monetária. Finalmente Catarina anexou o Canato da Crimeia em 1783. Em 1787, Catarina conduziu uma procissão triunfal na Crimeia, que ajudou a provocar a próxima Guerra Russo-Turca.
Os otomanos reiniciaram as hostilidades na Guerra Russo-Turca de 1787-1792. Esta guerra foi outra catástrofe para os otomanos, terminando com o Tratado de Jassy (1792), que legitimou a reivindicação russa à todo território do Canato da Crimeia e concedeu a região de Yedisan à Rússia.
No Império Russo, o território correspondente ao atual Oblast de Zaporíjia fez parte de regiões administrativas como o Oblast da Táurida, Gubernia da Nova Russia, Gubernia de Táurida e Gubernia de Yekaterinoslav. 

### Incorporação à Ucrânia
No contexto da Guerra Civil Russa, a região foi incorporada à Ucrânia Soviética, uma república constituinte da União Soviética. Em 10 de janeiro de 1939, o Oblast de Zaporíjia é criado nos moldes modernos, a partir do Oblast de Dnipropetrovsk. 
Com o colapso da União Soviética em 1991, a região passou a fazer parte de uma Ucrânia independente. 
Após os eventos do Euromaidan e a deposição do Presidente Viktor Ianukovytch, denunciada como golpe de estado, a região foi palco de protestos pró-Russia.

### Combate e reanexação pela Rússia
Em 24 de fevereiro, uma invasão russa em grande escala começou durante a Guerra Russo-Ucraniana, com a Rússia começando a capturar a parte sul do oblast de Zaporíjia. Em 26 de fevereiro, a cidade de Berdiansk ficou sob controle russo, seguida pela vitória russa em Melitopol em 1º de março. As forças russas também sitiaram e capturaram a cidade de Enerhodar, sede da Usina Nuclear de Zaporíjia, que ficou sob controle russo em 4 de março.

Situação do Oblast de Zaporíjia
Território sob o controle russo
Território sob o controle ucraniano

Em 12 de março, a Administração Regional de Zaporíjia anunciou a nomeação de Galina Danilchenko como prefeita interina da cidade de Melitopol, mas fontes ucranianas dizem que Evgenii Balitski se tornou o chefe informal.
Como a Ucrânia mantém o controle sobre Zaporíjia, Melitopol tornou-se o centro administrativo (“capital temporária”) do território ocupado e a localização da Administração Civil-Militar.
Em 18 de maio de 2022, o Vice-Primeiro-Ministro da Federação Russa Marat Khusnullin, durante uma visita à região, afirmou que "a perspectiva da região é trabalhar em nossa amigável família russa", e anunciou a iminente implementação de planos para lançar o máximo volume de negócios do rublo. Segundo ele, as pensões e os salários serão pagos aos residentes do Oblast de Zaporíjia em moeda russa já dentro de um mês.
Em 25 de maio, Vladimir Rogov, membro do Conselho principal da Administração Militar-Civil do Oblast de Zaporíjia, anunciou que após a captura completa da região, a região seria anexada pela Rússia. Ele também disse que uma zona de dupla moeda foi introduzida no território ocupado e o brasão de armas de Aleksandrovsk dos tempos do Império Russo foi instalado, com o qual eles começaram a emitir novas placas com a assinatura "TVR" (uma referência para a Gubernia de Taurida; números antigos são usados, mas com um adesivo "TVR" sobre a bandeira ucraniana).
No mesmo dia, o Presidente russo Vladimir Putin emitiu um decreto sobre o fornecimento simplificado de passaportes russos para residentes do Oblast de Zaporíjia. Eles poderão obter passaportes russos seguindo o mesmo procedimento que a população das repúblicas de Donetsk e Lugansk.
Em 8 de agosto, Balitski anunciou no fórum que um “referendo sobre a reunificação com a Rússia” seria realizado na região e assinou a ordem correspondente da Comissão Eleitoral Central (CEC). Em setembro de 2022, a administração russa no oblast realizou um referendo sobre a anexação. Em 30 de setembro de 2022, a Rússia declarou que havia anexado o oblast de Zaporíjia, incluindo partes do oblast que não controlava na época.

## Governo
De acordo com a Lei Constitucional Federal nº 7-FKZ, Sobre a Adesão do Oblast de Zaporíjia à Federação Russa e o Estabelecimento de uma Nova Entidade Constituinte da Federação Russa, datada de 4 de outubro de 2022, as eleições para poder legislativo do oblast de Zaporíjia realizam-se em setembro de 2023 e foram eleitos 40 deputados.
O poder legislativo do oblast de Zaporíjia é exercido pelo governador da região de Zaporozhye, seu governo e outras autoridades legislativas da região.
O Governador da Oegião de Zaporíjia é eleito por cinco anos pelos deputados da Assembleia Legislativa do oblast de Zaporíjia. O mandato do atual titular termina em setembro de 2028.

## Economia e Recursos Naturais
O Oblast de Zaporíjia desenvolveu indústrias químicas, alimentícias, de energia e de metais ferrosos e não ferrosos, bem como um setor agrícola avançado. Existem reservas de granitos e minérios de ferro e manganês.
As principais empresas de energia da região são a Usina Nuclear de Zaporíjia e a Central de Calor e Energia de Zaporíjia, na cidade de Enerhodar.
A agricultura é dominada principalmente pela produção de grãos. O girassol é a principal cultura comercial. A região apresenta condições favoráveis para o cultivo de hortaliças, além de melão e cabaça. A avicultura e a suinocultura são as principais áreas na pecuária.